# Arnold Wion
Arnold Wion OSB (* 15. Mai 1554, Douai; † 1610, bei Mantua, Italien) war ein gelehrter Benediktiner und Historiker.

## Biographie
Arnold Wion war der Sohn von Amé Wion, des Steueranwalts von Douai. Er begann seine Ausbildung in seiner Heimatstadt und trat schon früh in das Kloster Saint-Pierre d’Oudenburg in der Nähe von Brügge ein. Die Religionskriege, die zu seiner Zeit in den Niederlanden andauerten, zwangen ihn 1578 nach Marchiennes zu fliehen. Am 14. März 1579 wurde er in der Kathedrale von Arras zum Priester geweiht. Zusammen mit einigen Mitbrüdern entschloss er sich zu einem Aufenthalt in Italien. Er wurde dem Kloster San Benedetto in Polirone, in der Nähe von Mantua (heute: San Benedetto Po) zugewiesen und sein Wechsel wurde durch das Kapitel des Konvents am 1. Februar 1584 gestattet.

## Œuvre

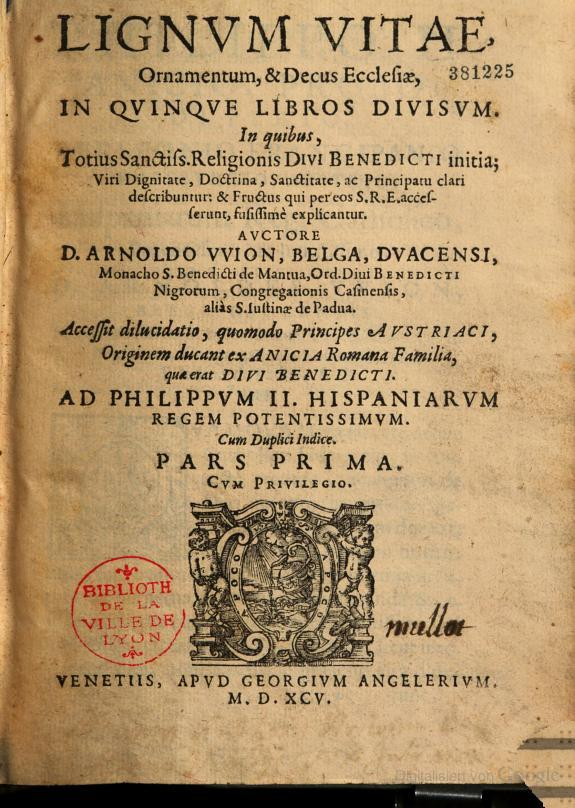
Lignum Vitæ, Bd. 1

Wion war sehr wissbegierig und gelehrt. Er verfasste unter anderem ein großes Werk zur Geschichte des Benediktiner-Ordens mit dem Titel Lignum Vitæ, ornamentum & decus Ecclesiæ, in quinque libros divisum. Dieses Werk hatte er schon in Flandern begonnen und vollendete es in Mantua. 1592 erlaubte ihm das Generalkapitel, das Werk König Philippe II. zu schenken.
Das Werk erschien 1595 in Venedig in einer zweibändigen Quart-Ausgabe mit mehr als 1.600 Seiten. Es beginnt mit einer breit ausgeführten Widmung an Philipp II., in der der Autor sich bemüht nachzuweisen, dass das Haus Habsburg auf die römische Familie Anicii zurückgeht, zu der auch Benedikt von Nursia gehört haben soll. Die beiden Bücher des I. Bandes erzählten dann die Geschichte des Heiligen Benedikt und die Geschichte seines Ordens in den unterschiedlichen Gemeinschaften, die er begründete. In einem Abschnitt des Buches, der «Prophetia S. Malachiae, Archiepiscopi, de Summis Pontificibus» (dt. Prophetie des Malachias, des Erzbischofs, über die Obersten Pontifices; S. 307), erschienen zum ersten Mal die angeblichen Prophezeiungen des Malachie d’Armagh, der in Clairvaux gestorben ist. Man hat vermutet, dass einige davon während des langen Konklave 1590 (Oktober-Dezember) von Parteigängern des Kardinals Girolamo Simoncelli aus Orvieto verfertigt wurden, der an der Wahl Gregors XIV. teilnahm – der Papst wurde seither mit der Formel De antiquitate urbis („Vom Altertum der Stadt“) designiert und Orvieto kommt vom lateinischen Urbs vetus, «Alte Stadt»). Band II enthält das Martyrologium des Ordens (Buch 3), die Biographien der Kaiser, Könige, Fürsten etc., die am Ende ihres Lebens dem Orden beitraten (Buch 4), die Reformen des Ordens und die Großtaten der Päpste, Bischöfe, Äbte und anderer, die dem Orden angehörten.
Das Werk erfuhr Übersetzungen ins Italienische, Deutsche (Mit drei Auflagen und Ergänzungen durch Karl Stengel OSB, Augsburg 1609, 1621, 1707). Man hat wiederholt seine Glaubwürdigkeit bemängelt, jedoch wurde das Werk auch oft als Forschungsgrundlage benutzt (z. B. durch Jean Mabillon).
Weitere Werke:
- Vita S. Gerardi, e Veneta familia de Sagredo, martyris et Hungarorum apostoli, notationibus illustrata, Venedig, 1597 (dt. Leben des Hl. Gerard aus der venetianischen Familie Sagredo, Märtyrer und Apostel der Ungarn mit bildreichen Anmerkungen).
- Chronologia Septuaginta Interpretum, cum Vulgatæ editionis Latinæ Bibliorum Chronographia conciliata; adjunctum est Chronicon ab orbe condito usque ad hæc tempora (dt. Interpretation der Chronologie des Septuaginta, zusammengestellt mit der Vulgata, der lateinischen Ausgabe der Biblischen Chronographie; ergänzt durch eine Chronik ab der Gründung der Stadt (Rom) bis zu dieser Zeit; ungedruckt; der Versuch einer Synopse der Unterschiede zwischen Septuaginta und Vulgata, sowie eine Chronique universelle).

Des Weiteren bereitete er eine Edition der gesamten Werke von Bartolomeo Sacchi («le Platine») vor, die jedoch nie erschien.

## Bibliographie
- Réginald Grégoire OSB: Wion, Arnold, bénédictin († 1613, ou 1610), In: Dictionnaire de spiritualité, t. 16, col. 1479 sqq.